# Anne Ducros

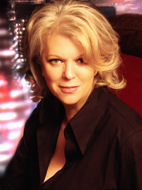
Anne Ducros, febrero de 2007.

Anne Ducros es una cantante francesa de jazz y música popular. 

## Biografía
Originaria de Pas-de-Calais, Ducros comenzó su formación musical en el conservatorio de Boulogne-sur-Mer con Lyne Durian. Más tarde, mientras estudiaba derecho en la Universidad de Lille, completó y refinó su técnica vocal bajo la tutela de Yuri Anoff y Maddy Mespley. Estudió música barroca en un curso en la Universidad, prestando atención a Couperin, Rameau and Bach. Empezó a practicar jazz vocal en 1986.
Un incesante reconocimiento la estimuló para cantar en numerosos conciertos por toda Francia y realizó así su primer disco de jazz vocal, Don't You Take a Chance en JTB en 1989. Tras esta primera grabación, regresó a las giras pasando por Niza, Nantes, Barcelona, İzmir y Montreal.

## Premios
Con su primer cuarteto jazzístico ganó varios premios internacionales 
Premio al mejor solista y mejor vocalista en el festival de jazz de Dunkerque; 
Primer premio al mejor solista y vocalista en el festival de jazz de Viena en 1989. 
- Datos: Q450089
- Multimedia: Anne Ducros / Q450089